# Sacred Love
Sacred Love (с англ. — «Священная любовь») — седьмой студийный альбом британского рок-музыканта Стинга, был издан 29 сентября 2003 года. Во время записи альбома, музыкант экспериментировал со звуком, так были приглашены: хип-хоп вокалистка Мэри Джей Блайдж, исполнитель фламенко Висенте Амиго и ситаристка Анушка Шанкар.
Стинг адаптировал заглавное четверостишие поэмы «Прорицания невинности» Уильяма Блейка для первых четырёх строчек песни «Send Your Love».
Дуэт с певицей Мэри Джей Блайдж «Whenever I Say Your Name», был удостоен «Грэмми» в номинации «Лучшее совместное вокальное поп-исполнение» на 46-й церемонии музыкальной премии.

## Список композиций
Все композиции написаны Стингом.
1. «Inside» — 4:46
2. «Send Your Love» (совместно с Висенте Амиго) — 4:38
3. «Whenever I Say Your Name» (совместно с Мэри Джей Блайдж) — 5:25
4. «Dead Man’s Rope» — 5:43
5. «Never Coming Home» — 4:58
6. «Stolen Car (Take Me Dancing)» — 3:56
7. «Forget About the Future» — 5:12
8. «This War» — 5:29
9. «The Book of My Life» (совместно с Анушкой Шанкар) — 6:15
10. «Sacred Love» — 5:43

## Участники записи
- Стинг — вокал, гитара, клавишные
- Марк Элдридж — клавишные, программирование
- Доминик Миллер — гитара
- Марк Эган — бас-гитара
- Джейсон Ребелло — фортепиано, Rhodes
- Ману Катче — ударные
- Винни Колаюта — ударные
- Кит Кэрлок — ударные
- Мэри Джей Блайдж — ведущий вокал на «Whenever I Say Your Name»
- Винсенте Амиго — гитара-фламенко на «Send Your Love»
- Анушка Шанкар — ситар на «The Book of My Life»
- Рани Криджа — перкуссия
- Джефф Янг — орган Хаммонда
- Крис Ботти — труба
- Кларк Гейтон — тромбон
- Кристиан Макбрайд — контрабас
- Дэйв Хартли — аранжировки фортепиано и хора
- Джой Роуз — бэк-вокал
- Донна Гердайр — бэк-вокал
- Катрис Барнс — бэк-вокал
- Ада Дайер — бэк-вокал
- Ареф Дурвеш — табла
- Жаклин Томас — виолончель
- Левон Минассян — дудук
- Валери Денис — кастаньеты
- Бахиджа Рапл — этнический вокал
- Choeur de Radio France (Associate Chorus Master Philip White) — вокал
- Родольф Плиссон — дополнительный звукоинженер
- Дмитрий Куртц — дополнительный звукоинженер

## Хит-парад
| Хит-парад (2003)                    | Высшая позиция |
| ----------------------------------- | -------------- |
| Австралия (ARIA)                    | 13             |
| Австрия (Ö3 Austria)                | 2              |
| Бельгия/Фландрия (Ultratop)         | 6              |
| Бельгия/Валлония (Ultratop)         | 6              |
| Канада (Canadian Albums Chart)      | 3              |
| Дания (Hitlisten)                   | 1              |
| Нидерланды (Album Top 100)          | 3              |
| Финляндия (Suomen virallinen lista) | 8              |
| Франция (SNEP)                      | 5              |
| Германия (Media Control)            | 2              |
| Ирландия (IRMA)                     | 8              |
| Италия (Classifica album)           | 1              |
| Новая Зеландия (RMNZ)               | 13             |
| Норвегия (VG-lista)                 | 3              |
| Польша (ZPAV)                       | 1              |
| Португалия (AFP)                    | 2              |
| Швеция (Sverigetopplistan)          | 3              |
| Швейцария (Schweizer Hitparade)     | 1              |
| Великобритания (UK Albums Chart)    | 3              |

| Хит-парад (2004)    | Высшая позиция |
| ------------------- | -------------- |
| США (Billboard 200) | 3              |